# Vargyas István
Vargyas István (Kapuvár (Sopron megye), 1717. december 19. – Székesfehérvár, 1751. május 6.) jezsuita tanár és hitszónok.

## Élete
Atyja, Vargyas Gergely hajdúhelyes várjobbágy volt; a gimnáziumot Sopronban végezte; 1735. október 27-én a jezsuiták rendjébe lépett. Elvégezve Nagyszombatban felsőbb tanulmányait, több évig a latin és magyar nyelv tanításával foglalkozott; életének utolsó két évében Székesfehérváron mint hitszónok működött. Itt a himlőjárvány idején egyházi működése közben, midőn a betegeket látogatta, ő is megkapta a ragadós betegséget és meghalt.

## Munkái
- Votum fundendi sanguinis pro asserendo Deiparentis illibato conceptu ab inusta supersitionis macula dictione oratoria vindicatum. Tyrnaviae, 1746
- D. Ignatius de Loyola, Hungaricae literaturae Praeses, dictione oratoria celebratus. Uo. 1747
- Phraseologia Wagneriana hungarico idiomate locupletata. Uo. 1750 (Ezt a vaskos latin szótárt ő látta el tősgyökeres magyar kifejezésekkel és közmondásokkal; munkája valóságos kincsesbánya az igazi magyarságnak.)